# Horní Loděnice
Horní Loděnice település Csehországban, a Olomouci járásban. Horní Loděnice Hraničné Petrovice, Šternberk, Moravský Beroun, Lipina és Dětřichov nad Bystřicí településekkel határos. Lakosainak száma 340 fő (2024. január 1.).

## Népesség
A település lakosságának változását az alábbi diagram mutatja:
| Lakosok száma | 984  | 830  | 781  | 376  | 309  | 323  | 344  | 343  | 300  | 340  |
|               | 1869 | 1900 | 1921 | 1961 | 1980 | 2011 | 2016 | 2019 | 2021 | 2024 |